# Simferopol
Simferopol (em ucraniano Сімферополь; em russo Симферополь; em grego Συμφερόπολις, em tártaro da Crimeia Акъмесджит) é de jure capital da República Autônoma da Crimeia, território este que foi anexado pela Rússia em 2014, e renomeado para República da Crimeia. Seu nome derivado do grego e significa "cidade do bem comum". Em 2014, sua população era de 332.317 habitantes.

## História

### Império Russo
A cidade moderna de Simferopol foi fundada em 1784 pela Rússia de Catarina II, após a anexação do Canato da Crimeia. Em 1802, Simferopol tornou-se o centro administrativo do Governo da Táurida, uma província histórica do Império Russo. Durante a Guerra da Crimeia de 1854-1856, o exército imperial russo estabeleceu-se na cidade. Depois da guerra, mais de 30.000 soldados russos foram enterrados nas imediações da cidade.

### União Soviética
No século XX, Simferopol foi mais uma vez afetada por guerras e conflitos na região. No fim da Guerra Civil Russa, o quartel-general do General Pyotr Wrangel, líder do Exército Branco, era localizado na cidade. Em 13 de novembro de 1920, o Exército Vermelho tomou a cidade, e em 18 de Outubro de 1921, Simferopol se tornou a capital da República Autônoma Socialista Soviética da Crimeia, região autônoma da República Socialista Federativa Soviética da Rússia. 
Durante a Segunda Guerra Mundial, Simferopol foi ocupada pela Alemanha de 1 de novembro de 1941 a 13 de abril de 1944. A polícia do NKVD atirou em vários prisioneiros em 31 de outubro de 1941 no prédio do NKVD e na prisão da cidade durante a retirada. Os alemães protagonizaram em Simferopol um dos maiores massacres da guerra, matando no total mais de 22 mil habitantes, na sua maioria judeus, russos e ciganos.
Em abril de 1944, o Exército Vermelho libertou Simferopol. Em 18 de maio de 1944, a população de tártaros da Crimeia da cidade, juntamente com toda a nação tártara da Crimeia, foi deportada à força para a Ásia Central em uma forma de punição coletiva, evento que é chamado Sürgün na língua tártara da Crimeia. Cerca de 46.3% dos tártaros da Crimeia realocados morreram de doenças e desnutrição.
Em 1954, o líder soviético Nikita Khrushchev transferiu a cidade, juntamente com toda região da Crimeia, da Rússia Soviética para a República Socialista Soviética da Ucrânia.

### Federação Russa
Em 16 de Março de 2014 a população da Crimeia, maioritariamente russa, votou num referendo considerado ilegal pela Resolução 68/262 da Assembleia Geral das Nações Unidas, concordando com a adesão deste território à Federação Russa. Em 21 de Março de 2014, Simferopol tornou-se a capital de um novo território federativo da Federação Russa. 
Em 14 de Setembro de 2014, eleições municipais foram realizadas como parte da Federação Russa, as primeiras eleições desde o referendo sobre o estatuto político da Crimeia.